# 桃井製網
桃井製網株式会社（ももいせいもう、英称：Momoi Co.,Ltd.）は、兵庫県赤穂市中広に本社を置く各種製網・ネットの製造販売をおこなう企業である。1905年（明治38年）創業。

## 会社概要
主に漁業用を中心に各種網の製造をおこなう。マルチフィラメントを中心としたモノから、モノフィラメント製のマグロ漁用の遠洋漁業向けまで、各種漁網を製造している。近年では農業の外敵ともなるシカやイノシシ、サルなどを農産物から守るための陸上用網にも分野を広げている。
創業当時から国内のみならず、海外へ向けても漁業用網を販売しており、その性能はつとに高く、海外の現地法人によりインドネシア、メキシコに工場、営業拠点を持つ。
かつて1980年代から1990年代初頭にかけて、山陽新幹線のJR相生駅の市街地沿いに、社名のみを記した屋外広告を設置していたことがあるが、現在は撤去されており、現存しない。